# Италия на «Евровидении-1963»
Италия приняла участие в Евровидении 1963, проходившем в Лондоне, Великобритания. Её представил Эмилио Периколи с песней «Uno per tutte», выступивший под номером 6. В этом году страна получила 37 баллов и заняла третье место. Комментатором конкурса от Италии в этом году стал Ренато Тальяни (Programma Nazionale), а глашатаем — Энцо Тортора.
Эмилио Периколи выступал в сопровождении оркестра под руководством Джиджи Чикерелло.
Ежегодно в Италии проходит национальный отбор в формате фестиваля в Сан-Ремо.

## Национальный отбор

### Полуфиналы
| Номер | Артист (1 п/ф)     | Артист (2 п/ф)    | Песня                       | Место |
| ----- | ------------------ | ----------------- | --------------------------- | ----- |
| 1     | Клаудио Вилла      | Eugenia Foligatti | «Amor, mon amour, my love»  | Финал |
| 2     | Gianni La Commare  | Тонина Торрьелли  | «Com'è piccolo il cielo»    | —     |
| 3     | Cocky Mazzetti     | Пино Донаджо      | «Fermate il mondo»          | —     |
| 4     | Пино Донаджо       | Cocky Mazzetti    | «Giovane, Giovane»          | Финал |
| 5     | Ennio Sangiusto    | Quartetto Radar   | «La ballata del pedone»     | —     |
| 6     | Ennio Sangiusto    | Лучано Тайоли     | «Le Voci»                   | —     |
| 7     | Вильма Де Анджелис | Джонни Дорелли    | «Non costa niente»          | Финал |
| 8     | Мильва             | Gianni La Commare | «Non sapevo»                | Финал |
| 9     | Аурелио Фиерро     | Клаудио Вилла     | «Occhi neri cielo blu»      | Финал |
| 10    | Марио Эббейт       | Quartetto Radar   | «Oggi non ho tempo»         | —     |
| 11    | Тони Ренис         | Cocky Mazzetti    | «Perché Perché»             | —     |
| 12    | Тонина Торрьелли   | Eugenia Foligatti | «Perdonarsi in due»         | Финал |
| 13    | Джо Сентьери       | Arturo Testa      | «Quando si vuole bene bene» | —     |
| 14    | Мильва             | Лучано Тайоли     | «Ricorda»                   | Финал |
| 15    | Вильма Де Анджелис | Flo Sandon's      | «Se passerai di qui»        | —     |
| 16    | Серджо Бруни       | Эмилио Периколи   | «Sull'acqua»                | Финал |
| 17    | Кармен Виллани     | Arturo Testa      | «Tu venisti dal mare»       | Финал |
| 18    | Аурелио Фиерро     | Серджо Бруни      | «Un cappotto rivoltato»     | —     |
| 19    | Тони Ренис         | Эмилио Периколи   | «Uno per tutte»             | Финал |
| 20    | Arturo Testa       | Flo Sandon's      | «Vorrei fermare il tempo»   | —     |

В полуфиналах участвовало 20 песен, и только 10 из них прошли в финал. В каждом из полуфиналов одна и та же песня исполнялась разными артистами. Первый полуфинал состоялся 7 февраля 1963 года, второй — 8 февраля. В фестивале приняло участие 21 итальянский артист. В жюри входило 20 провинций, по 15 человек в каждой, и 112 зрителей в казино, где проходил фестиваль. Каждый вечер зрители и жюри менялись. Голосование проходило именно за песню, а не исполнителя, затем голоса суммировались.
На конкурс было прислано 339 песен, для прохождения в полуфиналы было отобрано лишь 40.

### Финал
| Номер | Артист 1           | Артист 2          | Песня                      | Голоса | Место |
| ----- | ------------------ | ----------------- | -------------------------- | ------ | ----- |
| 1     | Клаудио Вилла      | Eugenia Foligatti | «Amor, mon amour, my love» | 77     | 2-е   |
| 2     | Пино Донаджо       | Cocky Mazzetti    | «Giovane, Giovane»         | 71     | 3-е   |
| 3     | Вильма Де Анджелис | Джонни Дорелли    | «Non costa niente»         | 48     | 4-е   |
| 4     | Мильва             | Gianni La Commare | «Non sapevo»               | 10     | 10-е  |
| 5     | Аурелио Фиерро     | Клаудио Вилла     | «Occhi neri cielo blu»     | 16     | 7-е   |
| 6     | Тонина Торрьелли   | Eugenia Foligatti | «Perdonarsi in due»        | 19     | 6-е   |
| 7     | Мильва             | Лучано Тайоли     | «Ricorda»                  | 45     | 5-е   |
| 8     | Серджо Бруни       | Эмилио Периколи   | «Sull'acqua»               | 14     | 8-е   |
| 9     | Кармен Виллани     | Arturo Testa      | «Tu venisti dal mare»      | 12     | 9-е   |
| 10    | Тони Ренис         | Эмилио Периколи   | «Uno per tutte»            | 90     | 1-е   |

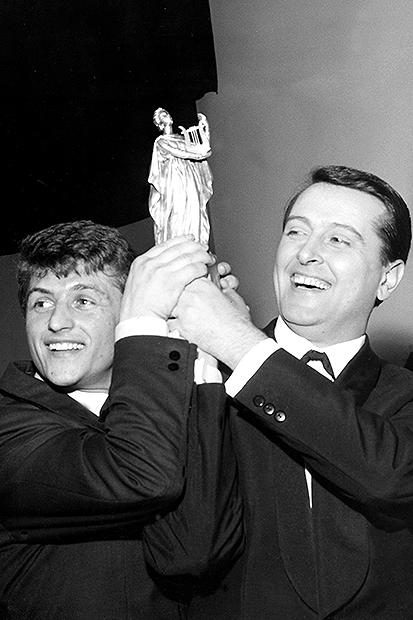
Ренис и Периколи — победители фестиваля в Сан-Ремо

Финал фестиваля состоялся 9 февраля 1963 года в казино Сан-Ремо. По новой системе подсчёта результатов, голоса были объявлены в тот же вечер. Победила песня «Uno per tutte», исполненная Тони Ренисом и Эмилио Периколи. На конкурс «Евровидение» был отправлен Эмилио, хотя Тони является композитором песни.
В фестивале приняли участие: Клаудио Вилла (участник «Евровидения-1962»), Тонина Торрьелли (участница «Евровидения-1956»), Джонни Дорелли (победитель фестиваля в 1958 году).

## Страны, отдавшие баллы Италии
Каждая страна присуждала от 1 до 5 баллов пяти наиболее понравившимся песням.
| Отдали Италии...       | Отдали Италии...     | Отдали Италии...         | Отдали Италии...         | Отдали Италии... |
| 5 баллов               | 4 балла              | 3 балла                  | 2 балла                  | 1 балл           |
| ---------------------- | -------------------- | ------------------------ | ------------------------ | ---------------- |
| Дания Монако Швейцария | Югославия Люксембург | Испания Бельгия Норвегия | Великобритания Финляндия | Нидерланды       |

## Страны, получившие баллы от Италии
| 5 баллов | Швейцария  |
| 4 балла  | Франция    |
| 3 балла  | Монако     |
| 2 балла  | Дания      |
| 1 балл   | Люксембург |